# 水仙茶
水仙茶，是一種茶樹品種，原產於中國福建北部，用於製作烏龍茶，现以漳平水仙茶为主要代表。在一千年前，建陽、建甌一帶就已經有這種茶樹，但人工栽種卻是距今三百多年前的清康熙年間。水仙茶本身與水仙花並沒有關係。现主要产于建瓯、建阳、崇安三地。

## 名稱由來
傳說清朝康熙年間，有一位福建人發現一座寺廟旁邊的大茶樹，因為受到該廟牆壁的擠壓而生出幾條扭曲變形的分支。那人覺得樹幹有趣虯曲，於是挖出來帶回家栽種。他巧妙的利用樹的變形，加以反之，結果培育出清香的好茶。閩南話的「水」就是美的意思，故此在美麗的仙山上採得的茶葉，便取名為「水仙」。

## 特点
当地茶农通过木质四方模具，将揉捻好的水仙茶压制成四方茶饼，然后用盖好印章的白纸包装定型、烘干，并随之形成了闽南的漳平水仙纸包茶。2020年，漳平水仙茶制作技艺入选第五批国家级非物质文化遗产代表性项目名录。

## 延伸阅读
- 中共福建省委对外宣传办公室编；詹柏山编. . 福州: 福建科学技术出版社. 2018.12. ISBN 978-7-5335-5763-8.
- 张育松编著. . 厦门: 厦门大学出版社. 2018.08. ISBN 978-7-5615-6924-5.